# Fahrradfreundlichkeit
Fahrradfreundlichkeit (in der Schweiz auch Velofreundlichkeit) ist eine Bewertungsgröße für radverkehrsrelevante Infrastruktur und deren Planer und Betreiber. Da ihre maßgeblichen primären Einflussfaktoren (politischer Wille, Budget, personelle Ausstattung, Fachkompetenz, Prozess-Effizienz) schlecht messbar sind bzw. nicht als öffentliche Daten bereitstehen, wird der Grad von Fahrradfreundlichkeit üblicherweise aus den wesentlichen radverkehrsförderlichen Wirkfaktoren der Infrastruktur abgeleitet und zwar aus dem Grad an Sicherheit, Effizienz, Problemlosigkeit und Unkompliziertheit, mit dem Fahrradfahrer im Alltag und in der Freizeit ihre Fahrradfahrten erledigen können. Dabei werden üblicherweise nicht nur die Bedingungen während der eigentlichen Fahrt, sondern auch durch Einrichtungen für den ruhenden Fahrradverkehr an den Endpunkten und bei eventuellen Zwischenstopps sowie radfahrerspezifische „Einrichtungen für das Ende der Tour“ (End-of-Trip Facilities) einbezogen.
Eine allgemein anerkannte Definition für Fahrradfreundlichkeit existiert bislang nicht. Mittlerweile sind aber für die verschiedensten Facetten von Fahrradfreundlichkeit unter wissenschaftlicher Begleitung entstandene Fragenkataloge für Umfragen sowie Qualitätssiegel entstanden, die für systematische und nachvollziehbare Bewertungen sorgen. Vielfach werden bei Fahrradfreundlichkeits-Betrachtungen auch Vergleiche gezogen zu den Bedingungen und Standards, die von Politikern, Verkehrs- und Stadtplanern seit Jahrzehnten im Rahmen der autogerechten Stadt dem Autoverkehr zugestanden werden. Ein höheres Maß an Fahrradfreundlichkeit in Städten steht in Verbindung mit gesundheitlichen Vorteilen für die Menschen, geringeren Graden von Luft- und Lärmbelastung, Verbesserung des Verkehrsflusses oder einer höheren Produktivität.

## Faktoren der Fahrradfreundlichkeit
Unter den Faktoren, die die Fahrradfreundlichkeit beeinflussen, sind:

### Sicherheit
Die Sicherheit von Fahrradwegen ist eine Voraussetzung für hohe Fahrradfreundlichkeit:
- Die sichersten Wege sind solche, die vom motorisierten Verkehr getrennt sind (Fahrradwege), gefolgt von Fahrradstraßen, auf denen Radfahrer Vorrang haben, und schließlich anteilig genutzter Fahrstreifen, auf denen Fahrräder neben motorisierten Fahrzeugen auf Straßen mit mehreren Fahrspuren in beide Richtungen fahren.
- Die Breite der Fahrradwege sollte ausreichend sein, damit sich zwei Fahrräder sicher begegnen oder überholen können.
- Die Wegeführung sollte eine möglichst gute Sichtbeziehung zwischen Radfahrern untereinander und zu anderen Verkehrsteilnehmern sicherstellen, damit Vorfahrtsituationen sicher und rechtzeitig geklärt werden können.
- Kreuzungen sollten gut beschildert sein, sowohl für Radfahrer als auch für den motorisierten Verkehr.
- Die Wege sollten Hindernisse wie Laternenpfähle oder Bänke vermeiden; an Querungsstellen sollten die Bordsteine gut abgesenkt sein. Auch sollte das Tragen des Fahrrads, z. B. auf Treppen, vermieden werden, in diesem Fall können Rampen für Fahrräder eingebaut werden.
- Der Belag sollte glatt sein und aus Materialien bestehen, die nicht zu viel Widerstand bieten, Regenwasser abfließen lassen und bei Nässe nicht rutschig sind.

### Kohärenz
Ein kohärentes Fahrradnetz bedeutet:
- Die Fahrradwege sollten das gesamte Stadtgebiet abdecken, sodass das Fahrrad für möglichst viele Ziele genutzt werden kann. Idealerweise sollte es einen Fahrradweg innerhalb von 250 Metern von jedem Punkt der Stadt geben.
- Sie müssen kontinuierlich miteinander verbunden sein.
- Sichere Fahrradabstellanlagen sollten sowohl am Ausgangspunkt als auch am Ziel der Strecken vorhanden sein.
- Das Design der Fahrradwege sollte einheitlich sein, sodass alle Bürger die Nutzung dieser Wege schnell wahrnehmen und Konflikte vermieden werden können.
- Die Wege sollten ordnungsgemäß beschildert sein, einschließlich der Ziele, die von jedem der Wege angeboten werden.

### Gradlinigkeit
Fahrräder werden durch die körperliche Bewegung der Menschen angetrieben, daher sollte ein hochgradig fahrradfreundliches Netzwerk direkte Fahrten ohne große Anstrengungen ermöglichen:
- Die Strecken zwischen Ursprung und Ziel sollten so geradlinig wie möglich verlaufen, ohne große Umwege machen zu müssen.
- Die Fahrradwege sollten durch die Hauptstraßen verlaufen, da diese in der Regel die meisten Geschäfte und Dienstleistungen beherbergen.
- Sie sollten Steigungen vermeiden oder minimieren.
- Die Anzahl der Stopps wie Ampeln oder Kreuzungen, die eine größere körperliche Anstrengung erfordern, sollte reduziert werden.

## Indikatoren für Fahrradfreundlichkeit
Einer der besten Indikatoren für den Grad der Fahrradfreundlichkeit ist das ausgewogene Verhältnis der Geschlechter und Altersgruppen, die täglich das Fahrrad nutzen. Frauen, Kinder und ältere Menschen haben ein höheres Sicherheitsbewusstsein, daher werden sie das Fahrrad nicht als gewöhnliches Verkehrsmittel betrachten, wenn die Fahrradfreundlichkeit einer Stadt gering ist. Umgekehrt wird eine Zusammensetzung der Fahrradbenutzer, die der demografischen Struktur ähnelt, auf einen hochgradig fahrradfreundlichen Raum hinweisen.

## Fokusse von Fahrradfreundlichkeit

### Kommunaler Fokus
Betrachtungen und Untersuchungen der Fahrradfreundlichkeit werden häufig mit kommunalem Fokus durchgeführt, da die Kommunal- und Kreisverwaltungen in der Regel die Hauptverantwortlichen und Straßenbaulastträger für die Radverkehrsinfrastruktur ihrer Verwaltungsgebiete sind.

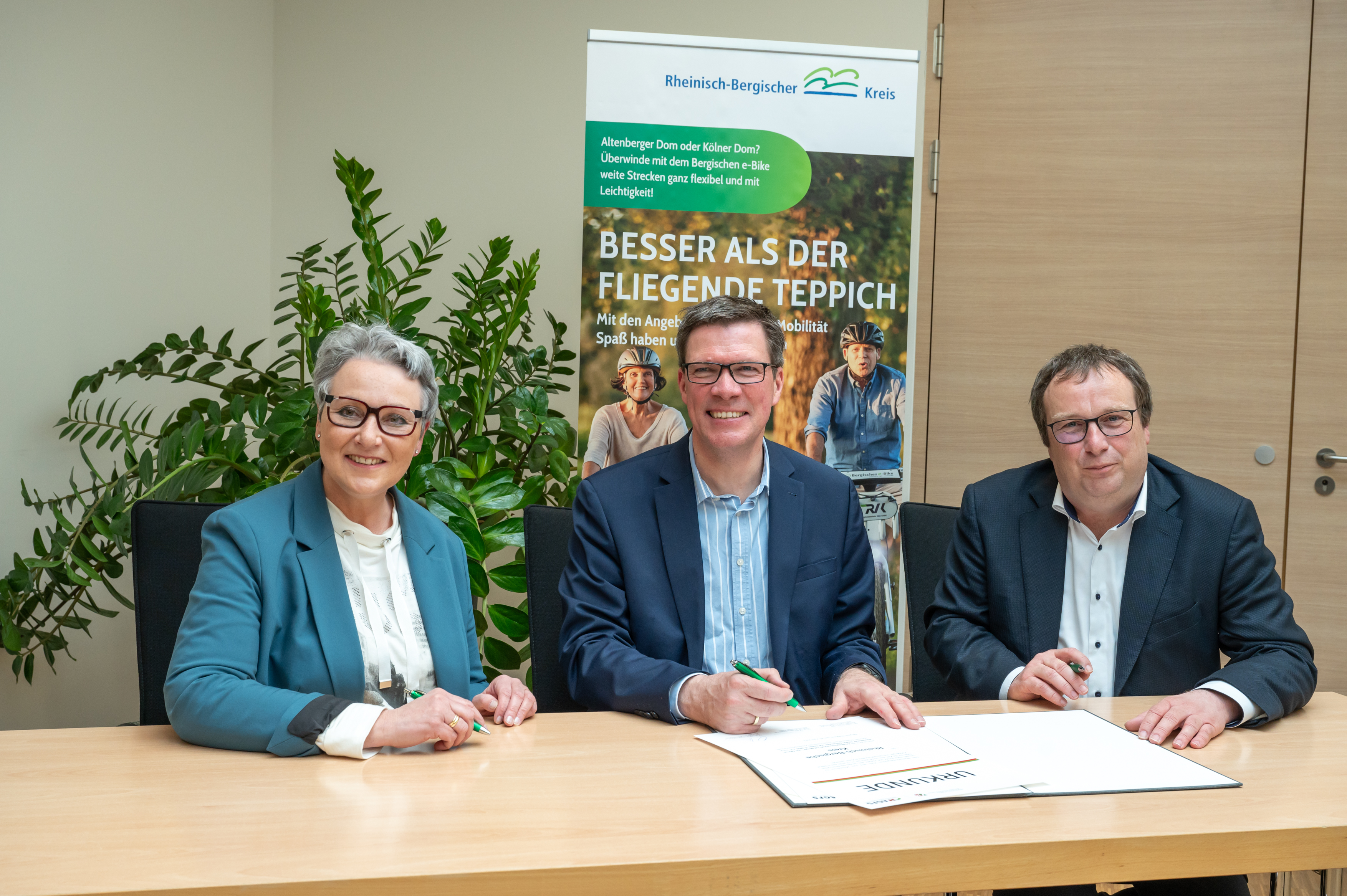
Beitritt Rheinisch-Bergischer Kreis zur AGFS NRW

#### Fahrradfreundliche Kommunen
Der Begriff Fahrradfreundliche Stadt wurde von Konrad Otto-Zimmermann, damals Mitarbeiter beim Umweltbundesamt in den frühen 1980er-Jahren eingeführt. Nordrhein-Westfalen war dann das erste Bundesland, in dem 1993 eine Arbeitsgemeinschaft fahrradfreundlicher Städte gegründet wurde. Heute bestehen in Deutschland 13 solcher Arbeitsgemeinschaften fahrradfreundlicher Kommunen (AGFK/AGFS), wobei zunehmend auch die Förderung des Fußverkehrs mit in die Bezeichnungen und Satzungen aufgenommen wird. Hauptaufgabe sind intern und in Zukunft auch länderübergreifend Know-how-Transfer und Best Practice Sharing zwischen den kommunalen Akteuren. Die Aufnahmekriterien und Zertifizierungsmöglichkeiten unterscheiden sich je nach Bundesland.
Die Arbeitsgemeinschaften stehen immer wieder in der Kritik, insbesondere wenn Mitgliedskommunen bei den Fahrradklimatests des Allgemeinen Deutschen Fahrrad-Clubs schlecht abschneiden. Die AGFS Nordrhein-Westfalen hat es daher in der Ausgabe 23 ihres Magazins „nahmobil“ zum Titelthema gemacht, warum etliche Vorreiterkommunen trotz weitgehend identischer Rahmenbedingungen deutlich schneller beim Ausbau der Rad- und Fußverkehrsinfrastruktur vorankommen als andere. Sie identifiziert dabei als entscheidenden Erfolgsfaktor eine mutige und vorausschauende Politik, die bereit ist, Veränderungen anzustoßen und Prozesse innerhalb der Verwaltung zu transformieren und es ihren Planern erlaubt, kreative Lösungsansätze innerhalb der gesetzlichen Vorgaben schnell auf die Straße zu bringen. Außerdem hat die AGFS NRW einen Leitfaden „Sofortmaßnahmen: Hinweise zu schnell umsetzbaren Maßnahmen für den Fuß- und Radverkehr“ als Loseblattsammlung herausgebracht.

#### Fahrradklimatests
Der Fahrradklimatest ist eine seit 1988 entwickelte und seit 1998 durch den Allgemeinen Deutschen Fahrrad-Club (ADFC) üblicherweise zweijährlich durchgeführte öffentliche Umfrage, um das „Fahrradklima“, also die Fahrradfreundlichkeit von deutschen Städten und Landkreisen zu messen, sie nach diesem Kriterium zu klassifizieren und Veränderungen im Zeitverlauf festzustellen. Damit sollen auch die Kommunen in Deutschland bei der Umsetzung des Nationalen Radverkehrsplans unterstützt werden. Am Fahrradklima-Test 2022 beteiligten sich rund 245.000 Menschen.
Auch in verschiedenen anderen europäischen Ländern werden solche Umfragen veranstaltet, so z. B. von der Radlobby Österreich, wobei der Fragenkatalog des ADFC die Grundlage bildet.
In der Schweiz führt der nationale Dachverband Pro Velo Schweiz für die Interessen der Velofahrenden seit 2005 alle vier Jahre eine Online-Befragung Prix Velo Städte durch, wie gut sich Velofahrer in den Schweizer Städten fühlen. Aus allen fünf Befragungen zwischen 2005/06 und 2021/22 ging Burgdorf als Velostadt Nummer 1 der Schweiz hervor.
In den Niederlanden werden entsprechende Befragungen vom niederländischen Radfahrerverband Fietsersbond durchgeführt. Die Ergebnisse der Befragung 2024 stehen u. a. auch als Landkarte zur Verfügung, als Gewinnergemeinde „Fietsgemeente 2024“ wurde Noord-Beveland ausgezeichnet.

### Fokus Wohnen & Arbeiten
Wohnraum-Vermieter und Arbeitgeber haben im Rahmen ihrer Freiheitsgrade bei der Bereitstellung von Parkmöglichkeiten für die verschiedenen Fahrzeugarten einen entscheidenden Einfluss auf die Mobilitätsgewohnheiten ihrer Mieter bzw. Arbeitnehmer und damit eine gesellschaftliche Verantwortung. Durch fahrradfreundliche Angebote diebstahls- und vandalismussicherer Fahrradabstellanlagen können sie die Voraussetzungen dafür schaffen, dass das Fahrrad als ein selbstverständliches Verkehrsmittel im Alltag und auch in der Freizeit zum Einsatz kommt.

#### Fahrradfreundliche Wohnungswirtschaft
Vielerorts stehen in Deutschland den Bewohnern von Mietwohnungen nach wie vor nur ungenügende Fahrradabstellmöglichkeiten zur Verfügung. Oftmals fehlen Fahrradparksysteme völlig, oder es werden nur „Felgenkiller“ und andere einfache Vorderradhalter angeboten. Im Rahmen von Sanierungen realisieren größere Wohnungsunternehmen meistens ungeschützte Außenanlagen mit Anlehnbügeln, die etwas höherwertigen Fahrrädern keinen ausreichenden Schutz vor Diebstahl und Vandalismus bieten.

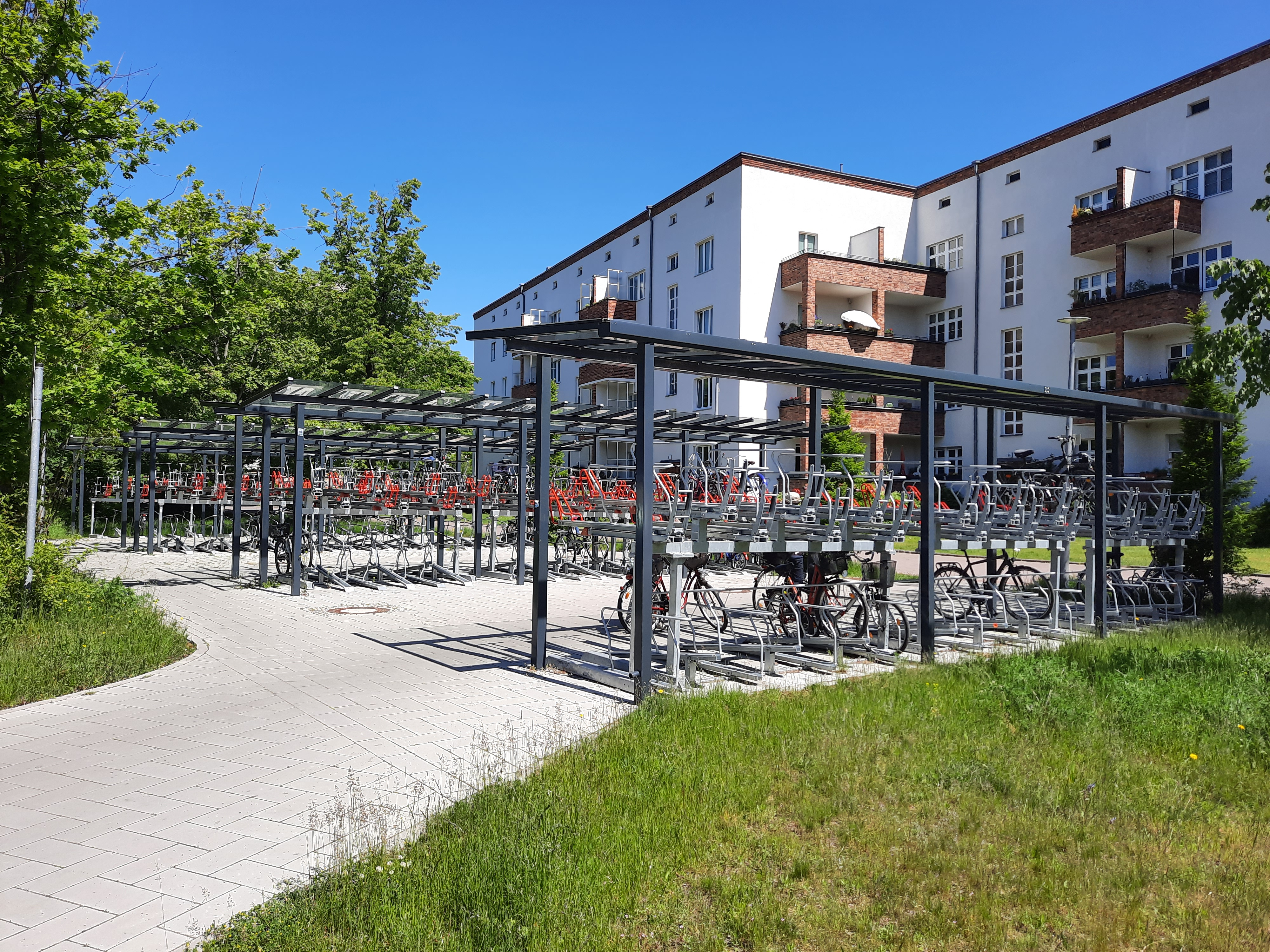
Quartiersabstellanlage
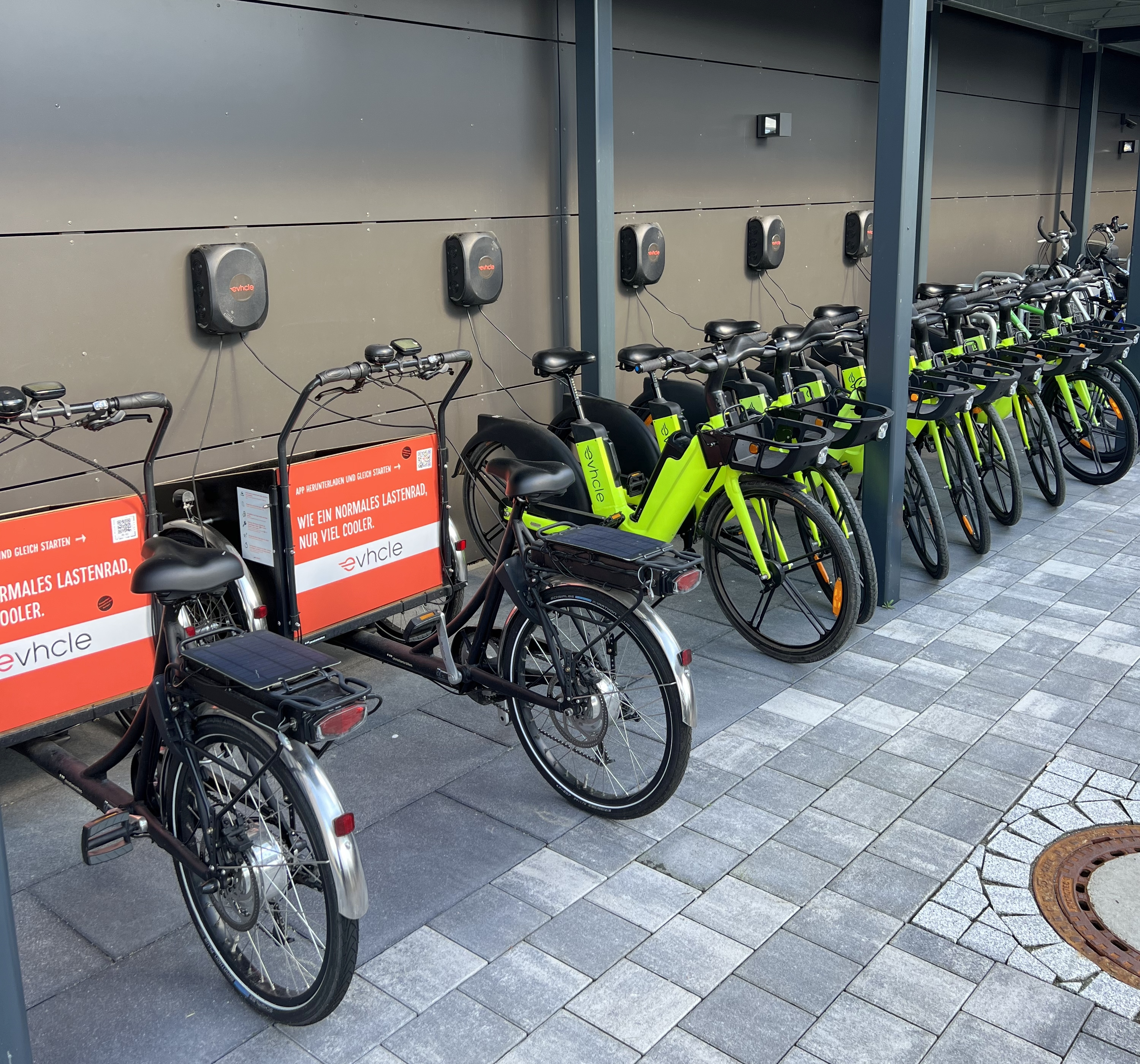
Nichtöffentliche Quartiersmobilstation

Vielfach haben auf sich allein gestellte Vermieter auch schwierige Bedingungen, wenn sie direkt an oder in den Wohnblöcken hochwertige sichere Fahrradabstellanlagen nach dem Stand der Technik realisieren und kostendeckend betreiben wollen. Wenn Kooperationen mit der Kommune eingegangen und ggf. auch engagierte Bewohner einbezogen werden, ergeben sich deutlich vielfältigere Lösungsmöglichkeiten z. B. durch Realisierung so genannter Quartiersabstellanlagen, die auch wohnblockübergreifend und vermieterneutral genutzt werden können. Quartiersanlagen können sowohl auf privatem Grund wie auch – bei entsprechender Einigung mit der Kommune – auf öffentlichem Grund errichtet werden; dabei kann es sich um nahezu alle baulichen Ausführungsformen von Fahrradgaragen handeln. Hinsichtlich Finanzierung, Förderung, Betreiberschaft und Betriebsform (inklusive Zugangsregelung) gibt es sehr unterschiedliche Modelle. Eine Errichtung auf privatem Grund erfolgt häufig durch Baugenossenschaften, durch Zusammenschlüsse mehrerer Privatvermieter oder durch Eigentümergemeinschaften. Häufig sind auch genossenschaftsähnliche Initiativen von Bewohnern erfolgreich – auf privatem ebenso wie auf öffentlichem Grund. Als bewährte Informationsquelle ist dazu der von der Hamburger Behörde für Stadtentwicklung und Wohnen (BSW) herausgegebene Leitfaden Fahrradparken im Quartier bekannt und weitestgehend auch auf andere Kommunen anwendbar.
Um die bislang weitgehend unbeachtete Zielgruppe der Wohnungsunternehmen für Fahrradfreundlichkeit und -förderung zu sensibilisieren und damit letztlich auch schlummernde Potenziale für zukunftsorientierte Stadt- und Verkehrsentwicklung zu heben, wurde der Wettbewerb „Fahrradfreundliche Wohnungswirtschaft“ im Rahmen des Nationalen Radverkehrsplans unter Förderung des BMVI vom Bundesdeutschen Arbeitskreis für Umweltbewusstes Management (B.A.U.M.) in Kooperation mit dem Wuppertal Institut für Klima, Umwelt, Energie gGmbH ausgelobt. Am Ende der Projektlaufzeit 09/2013 – 08/2015 ist ein umfangreicher Endbericht entstanden. Insbesondere unter größeren Wohnungsunternehmen ist inzwischen über die Anstrengungen zur Schaffung zeitgemäßer Fahrradabstellanlagen hinaus ein neuer Trend feststellbar, den Bewohnern der Mietobjekte vergünstigten Zugang zu Bike- und Car-Sharing-Angeboten zu bieten oder sogar eigene nichtöffentliche Quartiers-Mobilitätsstationen mit einem breiten Angebot geteilter Verkehrsmittel zu errichten.

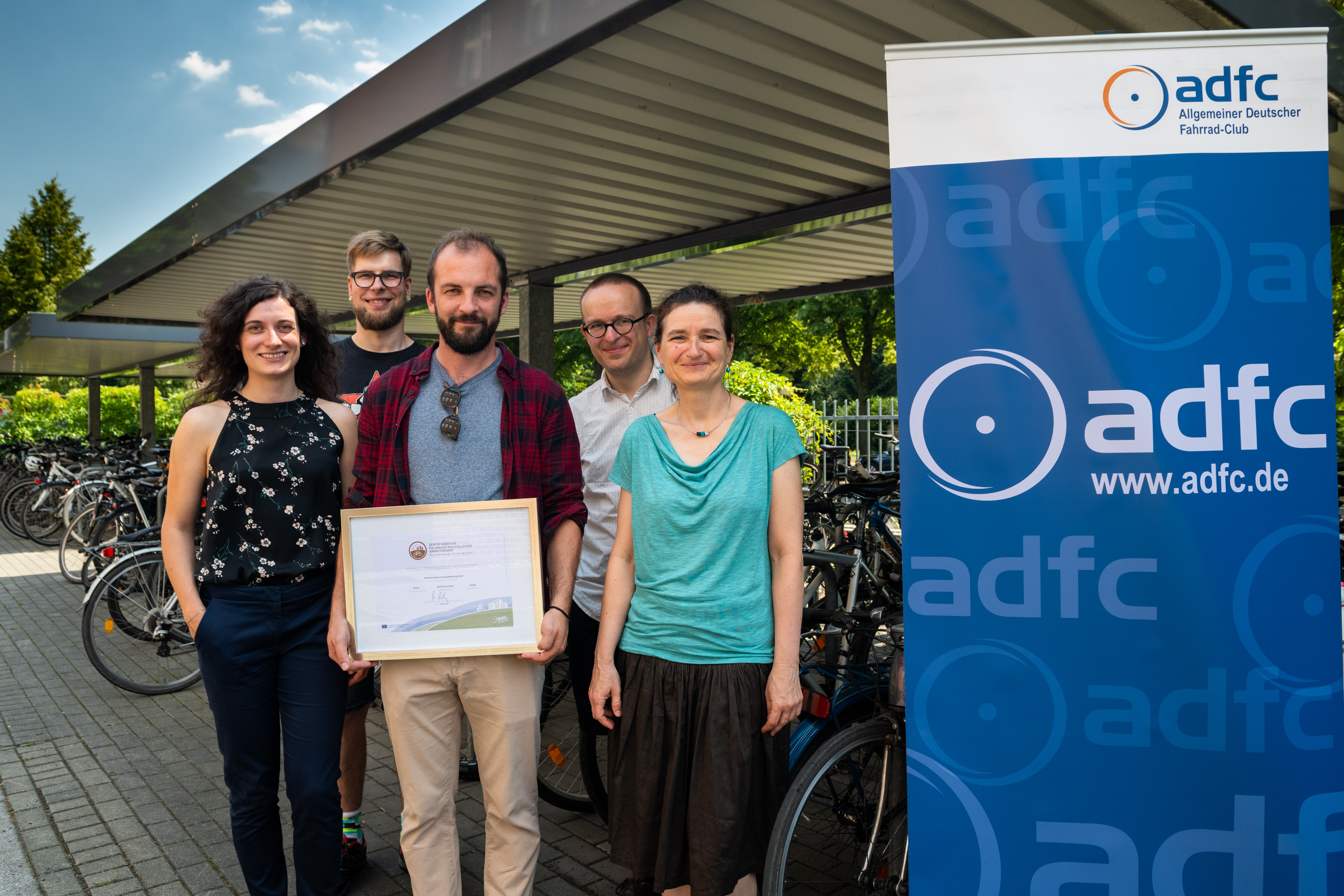
Zertifikatsübergabe
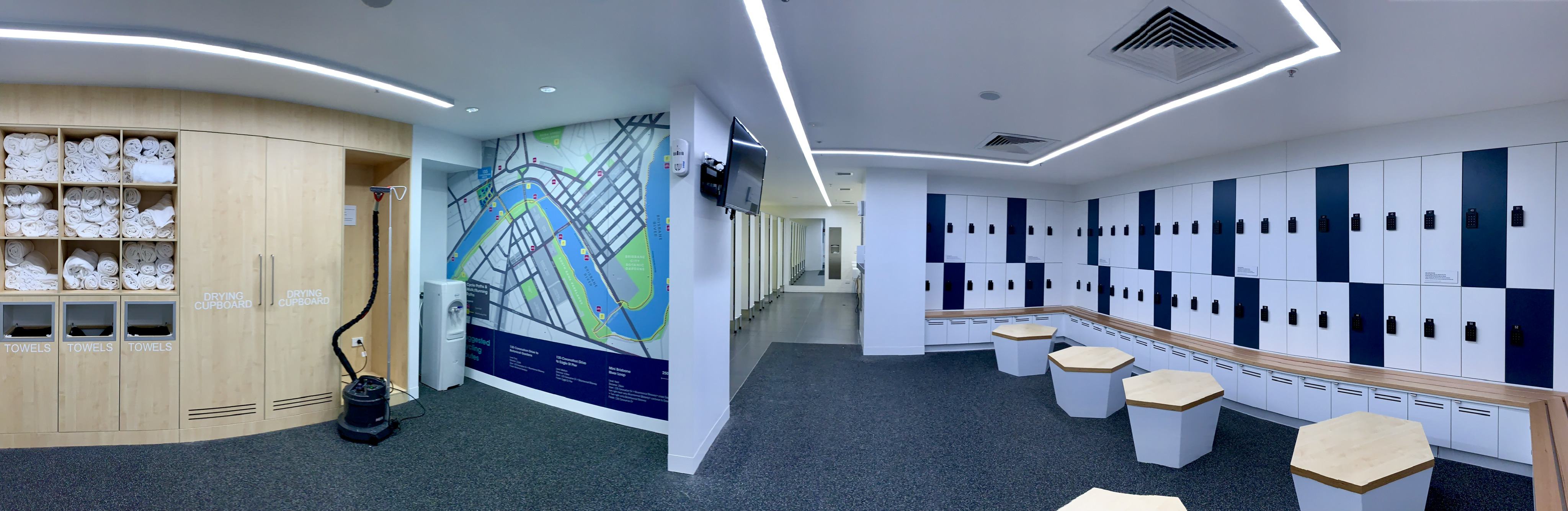
EOT-Facilities

#### Fahrradfreundliche Arbeitgeber
Insbesondere größere Arbeitgeber haben schon seit etlichen Jahren begonnen, die Fahrradnutzung für die Arbeitswege ihrer Beschäftigten zu fördern, nicht nur unter Nachhaltigkeitsaspekten und CSR-Gesichtspunkten, sondern durchaus auch im betriebswirtschaftlich eigennützigen Interesse.
Besonders wirksame Maßnahmen zur betrieblichen Fahrradförderung sind die folgenden:
- Angebot diebstahls- und vandalismussicherer Fahrradabstellanlagen mit auch saisonal ausreichenden Stellplätzen, möglichst nach dem Stand der Technik
- Angebot von hauseigenen End-of-Trip Facilities
- Angebot von Leasing-Fahrrädern mit Gehaltsumwandlung (Firmenrad)
- Insbesondere große Arbeitgeber haben in der Regel auch die Möglichkeit, zusammen mit ihrer Kommune und der Präventionsabteilung der örtlichen Polizeiinspektion die Fahrradwege im Nahbereich des Betriebsgeländes („letzte Meile“ der Arbeitswege) unter Sicherheitsgesichtspunkten (Vision Zero) unter die Lupe zu nehmen und ggf. Verbesserungen anzustoßen

Um betriebliche Fahrradfreundlichkeit zu fördern und ins Licht der Öffentlichkeit zu rücken, gibt es in Deutschland einige lokale und regionale Wettbewerbe. So hat beispielsweise die Industrie- und Handelskammer Ostwestfalen zu Bielefeld (IHK) 2024 erstmals das Siegel „Ausgezeichnet Fahrradfreundlich“ an Bielefelder Unternehmen vergeben.
Der Dachverband europäischer Radverkehrsorganisationen European Cyclists' Federation (ECF) hat 2017 das EU-weite Siegel „Cycle-friendly employer“ (CFE) ins Leben gerufen. Für eine Zertifizierung müssen in sechs Handlungsfeldern Mindestpunktzahlen erreicht werden, wobei sich die Punktzahlen einzelner Maßnahmen nach Umsetzungsaufwand, Kosten und Akzeptanz bei den Mitarbeitern bemessen. Die nationale Umsetzung in den einzelnen Ländern (Stand November 2024: 14 Länder) erfolgt in der Regel durch nationale Radverkehrsverbände und deren CFE-Koordinatoren, die dazu üblicherweise länderspezifisch zugeschnittene Leitfäden/Handbücher herausgegeben haben. Für Deutschland wird das CFE-Siegel exklusiv vom Allgemeinen Deutschen Fahrrad-Club (ADFC) unter der Bezeichnung Zertifizierter Fahrradfreundlicher Arbeitgeber vergeben. Stand November 2024 verfügten 368 Betriebe bzw. Unternehmensstandorte in Deutschland über ein gültiges CFE-Siegel, das nach drei Jahren durch eine Rezertifizierung verlängert werden kann.

### Touristischer Fokus
Fahrradfreundlichkeit ist auch im Tourismussektor eine wesentliche Einflussgröße, denn sie stellt für viele Menschen ein wichtiges Entscheidungskriterium für die Fahrradnutzung in der Freizeit und im Urlaub dar. Daher führt der Allgemeine Deutsche Fahrrad-Club (ADFC) seit 1999 jährlich eine bundesweite Umfrage zum Fahrradtourismus in Deutschland unter dem Titel ADFC-Radreiseanalyse durch. Sie bietet den verschiedensten Akteuren im Tourismus wichtige Einblicke in das Verhalten und die Bedürfnisse von Radurlaubern und hilft, passende Handlungsmaßnahmen abzuleiten.

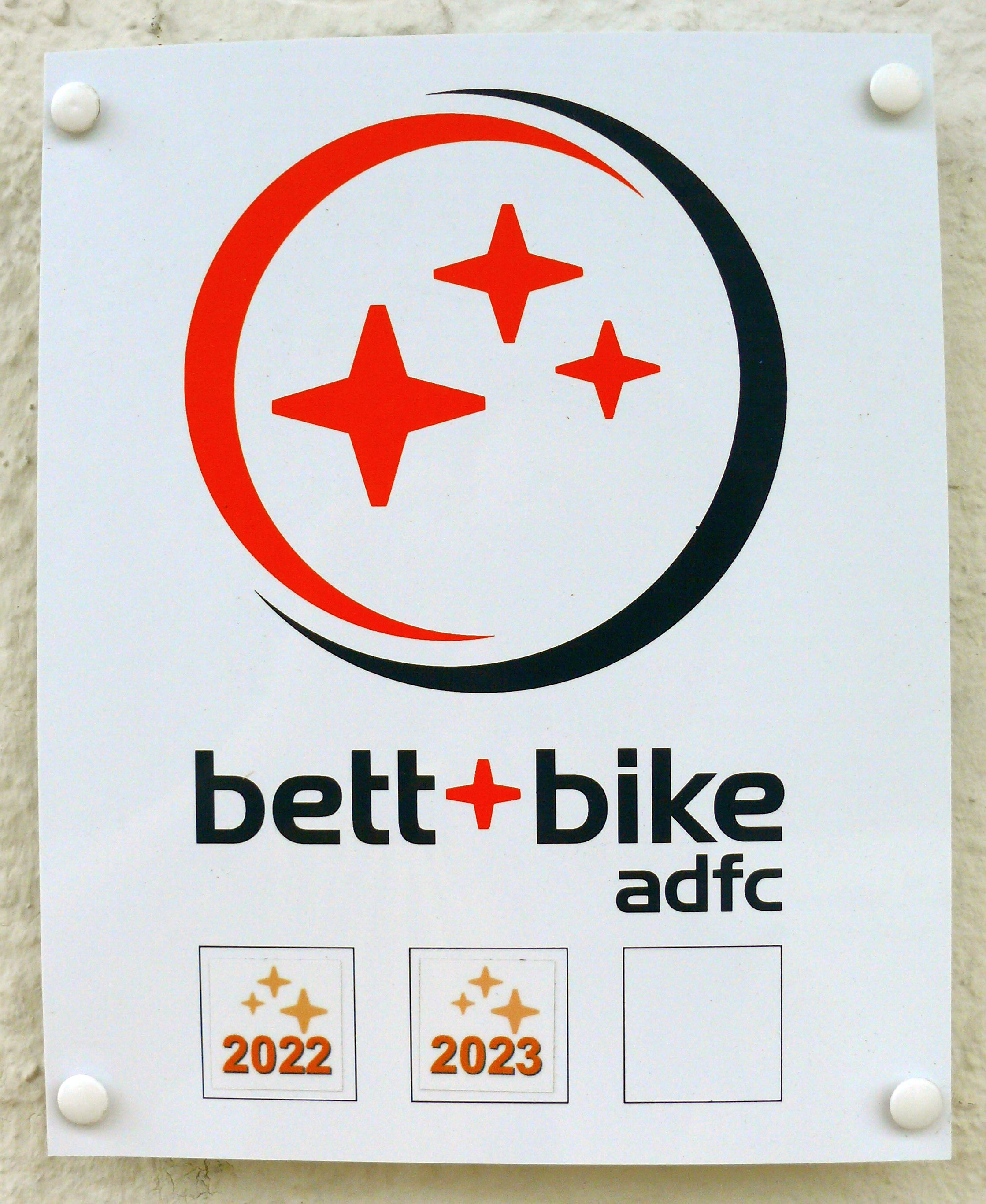
Hotel mit Bett+Bike-Siegel

#### Fahrradfreundliche Übernachtungsbetriebe
Viele Radtouristen bevorzugen auf mehrtägigen Radreisen als fahrradfreundlich ausgewiesene Übernachtungsmöglichkeiten, wo sie als Übernachtungsgäste auch für eine Nacht willkommen sind und ihnen eine diebstahl- und vandalismussichere Abstellmöglichkeit für ihre Fahrräder geboten wird. Die Fahrradfreundlichkeit eines Übernachtungsbetriebes kann auf einer Selbsteinschätzung beruhen oder auf einer Fremdeinschätzung bzw. einer externen Zertifizierung nach einem festgelegten Kriterienkatalog, der z. B. auch einen Trockenraum für nasse Regenkleidung, Leihwerkzeug und eine kleine Auswahl häufig gebrauchter Fahrrad-Ersatzteile umfassen kann.
Der in Deutschland bekannteste Qualitätsstandard für fahrradfreundliche Übernachtungsmöglichkeiten ist das 1995 durch den ADFC entwickelte Bett+Bike-Siegel, nach dem (Stand 11/2024) über 5.900 Unterkünfte in Deutschland, Österreich, Luxemburg und Dänemark zertifiziert sind. In ähnlicher Weise gibt es in den Niederlanden das „Fietsers Welkom!“-Siegel und in Frankreich das „Accueil Vélo“-Siegel.
Darüber hinaus gibt es eine Vielzahl weiterer privatwirtschaftlicher Plattformen, die national und/oder international Verzeichnisse/Suchmöglichkeiten fahrradfreundlicher Übernachtungsmöglichkeiten bieten. Teilweise führen auch Großstädte und regionale Tourismusverbände auf ihren offiziellen Webseiten fahrradfreundliche lokale Übernachtungsbetriebe auf, wobei nicht immer die zugrunde liegenden Kriterien transparent gemacht sind.

#### Fahrradfreundliche Tourismusregionen
Immer mehr regionale Tourismusverbände deklarieren ihre Region als Fahrradregion und wollen damit implizit eine besondere Fahrradfreundlichkeit ausdrücken.
Regionen, die nachhaltig die Planung ihrer Radwege und über Jahre ein darauf abgestimmtes touristisches Angebot vorangetrieben haben, können sich dafür mit dem Qualitätssiegel ADFC-RadReiseRegion auszeichnen lassen. Dieses Qualitätssiegel soll insbesondere die so genannten Regio-Radler ansprechen, die von ihrer Unterkunft aus auf Tagesetappen die Umgebung entdecken und nach den Touren ins Hotel zurückkehren wollen.

### Sonstige
Im Rahmen des bundesweiten Wettbewerbes „Der Deutsche Fahrradpreis – best for bike“ wird alljährlich eine meinungsbildende Person, die sich in der Öffentlichkeit als Fahrradfahrer bekennt und damit das Image dieses Verkehrsmittels in besonderer Weise aufwertet, als „fahrradfreundlichste Persönlichkeit“ gekürt.